# Gerda Ström
Gerda Ström, född Gerda Maria Lundmark den 24 september 1859 i Katarina församling, Stockholm,  död 5 april 1938 i Hedvig Eleonora församling, Stockholm, var en svensk skådespelare.

## Filmografi
- 1927 – En perfekt gentleman
- 1925 – Två konungar
- 1922 – Kärlekens ögon

## Fotnoter
1. ↑  Sveriges Dödbok 1860–2016, USB, Version 7.10, Sveriges Släktforskarförbund (2016).